# Le Sang des Koenigsmarck
Le Sang des Kœnigsmarck est une série de deux romans de Juliette Benzoni parus en 2006 et 2007 publiée chez Perrin, puis en poche aux éditions Pocket.

## Romans
- Aurore (2006)
- Fils de l'aurore (2007)